# Gobernación de Adén
La gobernación de Adan (en árabe: عدن) es uno de los estados de Yemen, siendo su capital la ciudad de Adén, esta ciudad fue la capital de la República Democrática Popular del Yemen (Yemen del Sur) hasta que se unieron Yemen del Norte y Yemen del Sur, antes de 2004 la isla de Socotra era parte de su territorio luego pasó a la Gobernación de Hadramaut. La histórica metrópolis, la ciudad portuaria de Crater, estaba situada aquí.
- Datos: Q275729
- Multimedia: Aden Governorate / Q275729